# スシュマ・スワラージ
スシュマ・スワラージ（ヒンディー語: सुषमा स्वराज、英語: Sushma Swaraj、1952年2月14日 - 2019年8月6日）は、インドの政治家。これまでに女性初のデリー市首相、情報放送相、外相、インド人民党下院議員団長を務めた。
ソニア・ガンディー国民会議派総裁、ジャヤ･ジャヤラリータAIADMK 党首（タミル・ナードゥ州首相）、マムター・バナルジーTMC 党首（西ベンガル州首相）等と並ぶインドの代表的女性政治家である。

## 生い立ち
1952年2月14日にバラモンの家庭に生まれる。父親は民族義勇団の一員であった。SDカレッジでサンスクリット語や政治学の学士を取得後、パンジャーブ大学チャンディガール校で法律を学んだ。

## 政治キャリア
インディラ・ガンディー内閣に対する反対運動のリーダーとして政界入りした後、1977年から1982年、1987年から1990年までハリヤーナー州議員を務め、1998年にはアタル・ビハーリー・ヴァージペーイー内閣の情報放送相として入閣した。
99年の総選挙では国民会議派のソニア・ガンディー総裁に惜敗。2004年にソニアの首相就任が濃厚となった際には「イタリア生まれ（のソニア）が首相になったら、髪を剃り白いサリーを着て喪に服す」と宣言して激しい反対キャンペーンを展開。ソニアが首相就任を辞退する一因となった。
2014年のナレンドラ・モディ内閣成立時に外務大臣として入閣した。

## 政治経歴
- 1977年 - 1982年、1987年 - 1990年：ハリヤナ州立法議員を務める[3]。
- 1977年 - 1979年：ハリヤナ州政府の首席大臣、労働・雇用大臣[3]。
- 1987年 - 1990年：ハリヤナ州政府の首席大臣、教育、食糧および市民用品担当大臣[3]
- 1996年5月16日 - 6月1日：アタル・ビハーリー・ヴァージペーイー内閣の情報放送相。
- 1998年3月19日 - 10月12日：情報放送通信相（追加料金担当）。
- 1998年10月13日 - 12月3日：ニューデリーの主席大臣を務める。
- 2000年9月30日 - 2003年1月：情報放送相。
- 2003年1月29日 - 2004年5月22日：保健家族福祉相と議会総務相。
- 2006年4月：ラージヤ・サバーに再選。
- 2009年5月16日：ローク・サバー議員になることを選択した。
- 2009年6月3日：下院での野党の副党首に選出される。
- 2014年5月26日：ナレンドラ・モディ内閣の外務大臣に就任。
- 2019年8月6日：心不全によりニューデリーで死去[5]。